# Phelsuma parkeri
Phelsuma parkeri is een hagedis die behoort tot de gekko's. Het is een van de soorten madagaskardaggekko's uit het geslacht Phelsuma.

## Naam en indeling
De wetenschappelijke naam van de soort werd voor het eerst voorgesteld door Arthur Loveridge in 1841. Oorspronkelijk werd de wetenschappelijke naam Phelsuma madagascariensis parkeri gebruikt. De soortaanduiding parkeri is een eerbetoon aan de Britse herpetoloog Hampton Wildman Parker (1897 - 1968).

## Uiterlijke kenmerken
Phelsuma parkeri bereikt een kopromplengte tot 6,5 centimeter en een totale lichaamslengte inclusief staart tot 16,5 cm. De hagedis heeft een groene kleur en heeft een vage tekening zonder strepen. Het aantal schubbenrijen op het midden van het lichaam bedraagt altijd 76.

## Verspreiding en habitat
Phelsuma parkeri is een van de weinige madagaskardaggekko's die niet op het Afrikaanse eiland Madagaskar leeft, maar op een eiland bij het vasteland. De gekko komt endemisch voor in Tanzania en alleen op het eiland Pemba. De habitat bestaat uit vochtige tropische en subtropische laaglandbossen. Ook in door de mens aangepaste streken zoals plantages kan de hagedis worden gevonden. De soort is aangetroffen van zeeniveau tot op een hoogte van ongeveer 100 meter boven zeeniveau.

## Beschermingsstatus
Door de internationale natuurbeschermingsorganisatie IUCN is de beschermingsstatus 'veilig' toegewezen (Least Concern of LC).